# Gisant

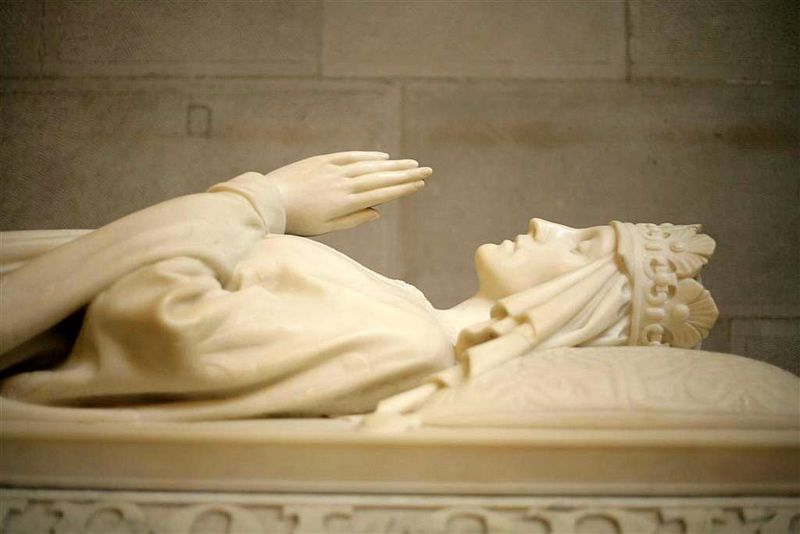
Fragment nagrobka Jadwigi Andegaweńskiej na Wawelu

Gisant – termin pochodzenia francuskiego, używany od XV w. i oznaczający rzeźbiarskie przedstawienie zmarłych leżących na nagrobku. Typowy gisant przedstawia zmarłego leżącego na plecach z rękoma złożonymi na piersiach, w stanie wiecznego spoczynku, w oczekiwaniu na zmartwychwstanie. 
Pierwsze przedstawienia tego typu pojawiły się w średniowieczu na przełomie XI i XII w., np. nagrobek Wilhelma VIII Akwitańskiego zmarłego w 1086 r. Zmarli byli przedstawiani naturalistycznie, często z widocznymi znamionami śmierci (tzw. transi). W okresie renesansu zaczęto ukazywać zmarłych wspartych na łokciu, jakby czuwających i pogrążonych w zadumie lub modlitwie. W barokowych przedstawieniach pojawiła się dramaturgia. Twórca nagrobka kardynała Richelieu François Girardon uwiecznił go umierającego w otoczeniu dwóch kobiet symbolizujących Pobożność i Żałobę. W XX w. także wznoszono nagrobki zwieńczone gisantem, np. papieża Piusa XI.
Przeciwieństwem gisantu jest poza oranta, w której postać przedstawiano żywą, w pozie modlitewnej z uniesionymi rękoma. 

## Gisant na przestrzeni dziejów

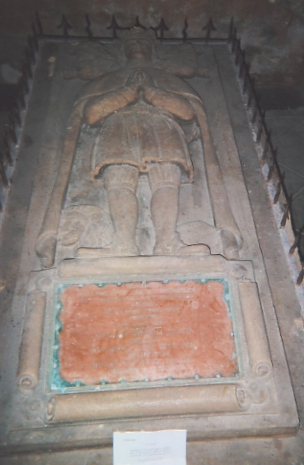
Nagrobek Wilhelma VIII Akwitańskiego, schyłek XI w.
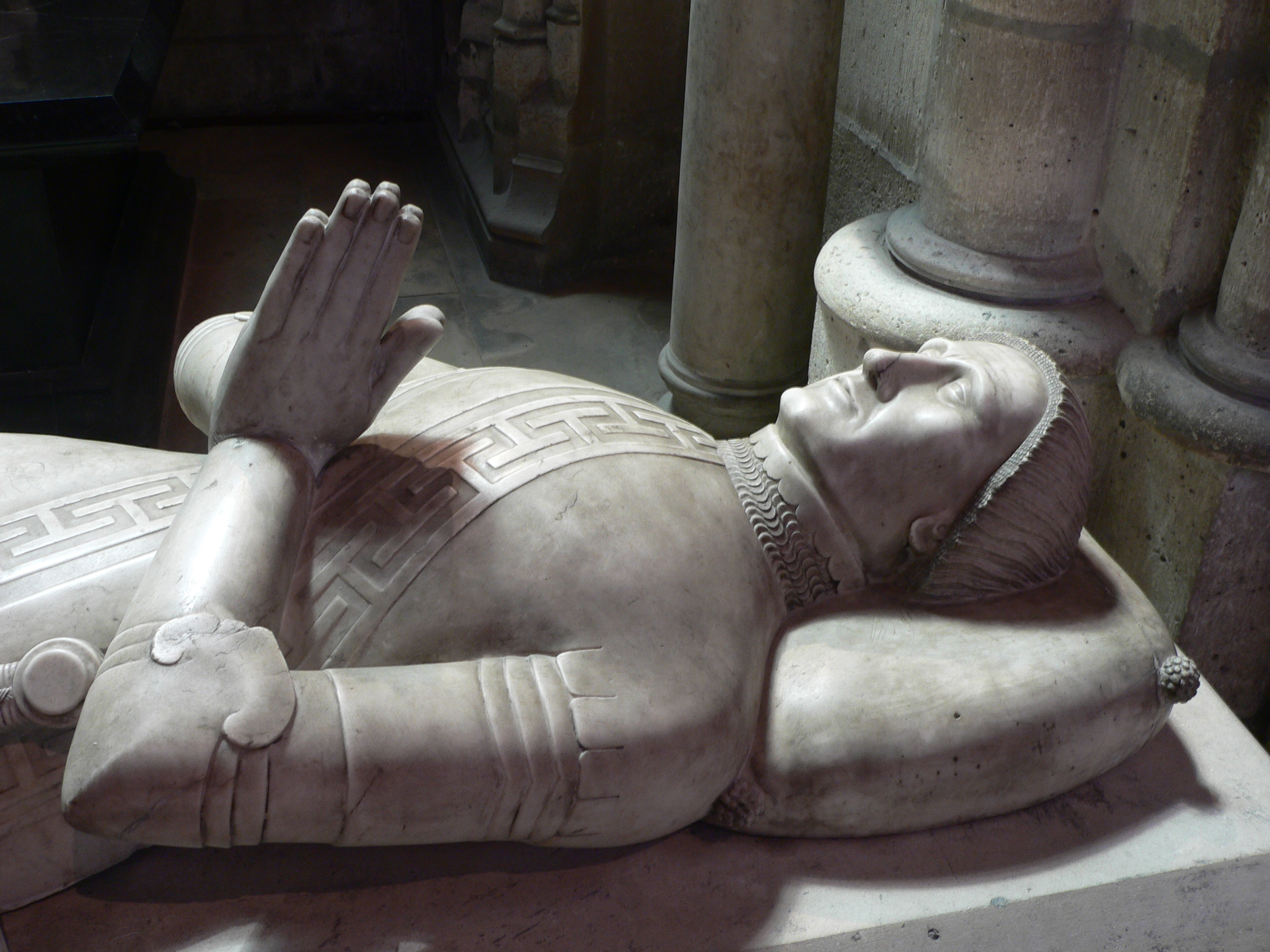
Gisant Louisa de Sancerre, zm. w 1402 r.
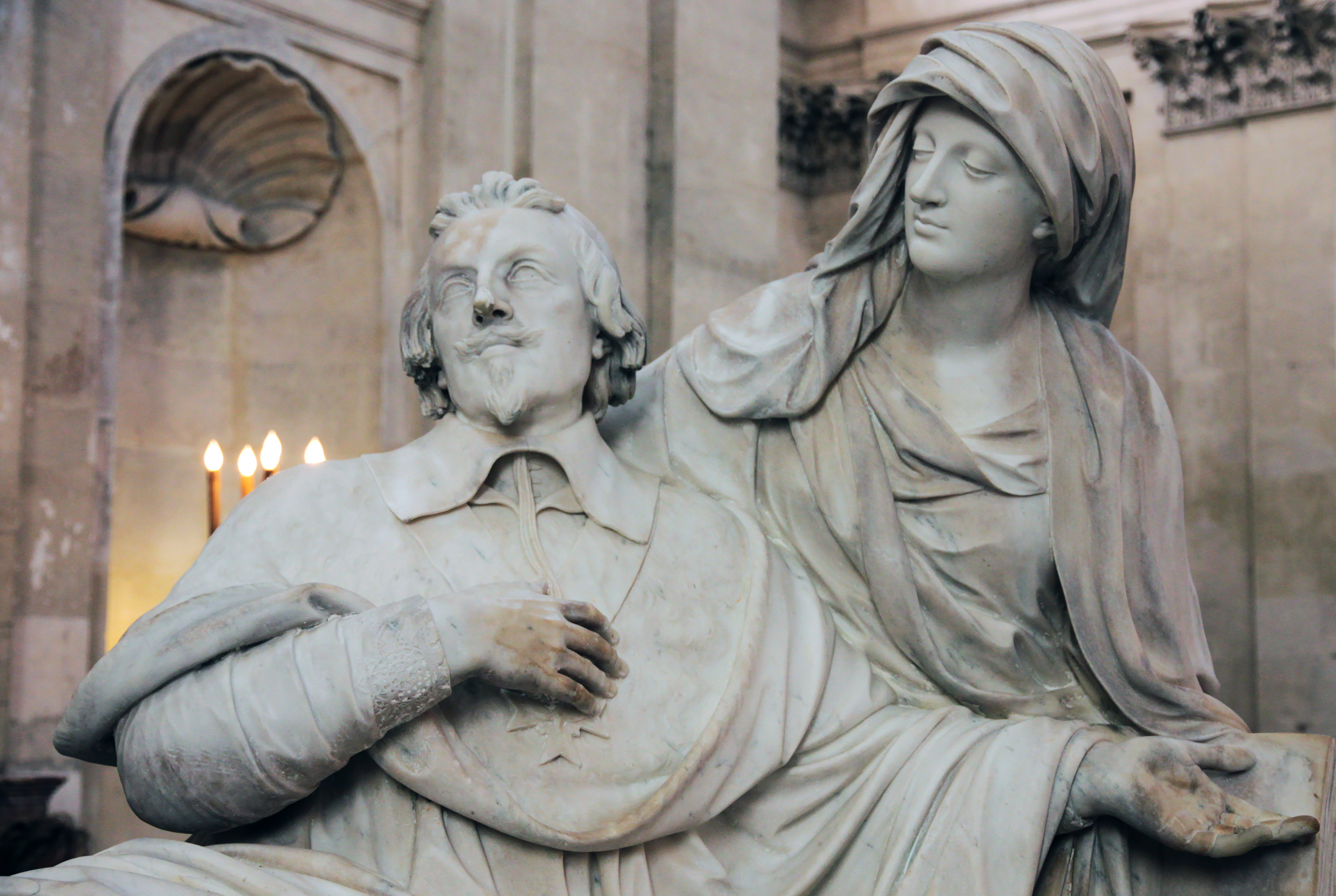
Nagrobek kardynała Richelieu, zm. w 1642 r.
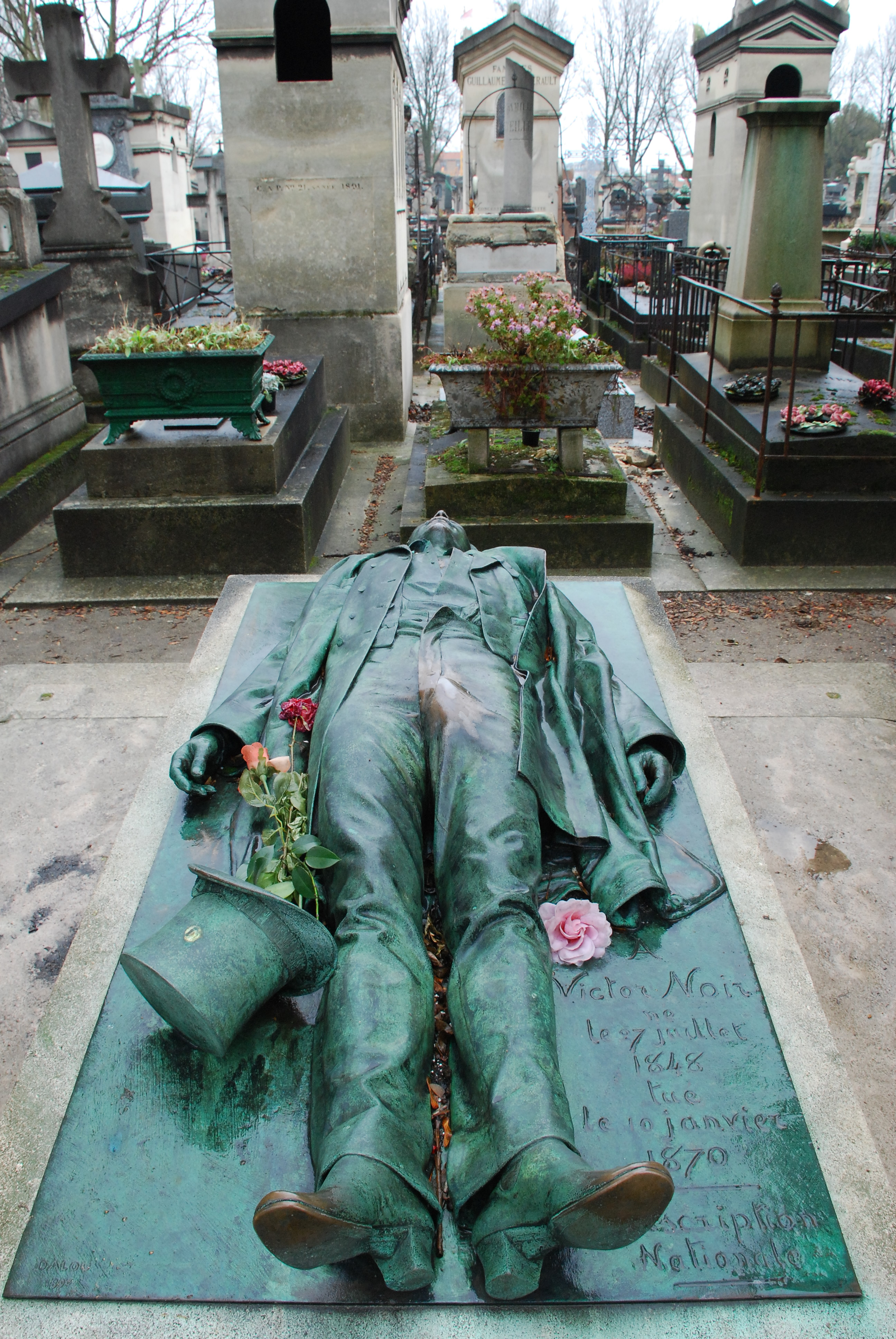
XIX-wieczny gisant dziennikarza Victora Noir
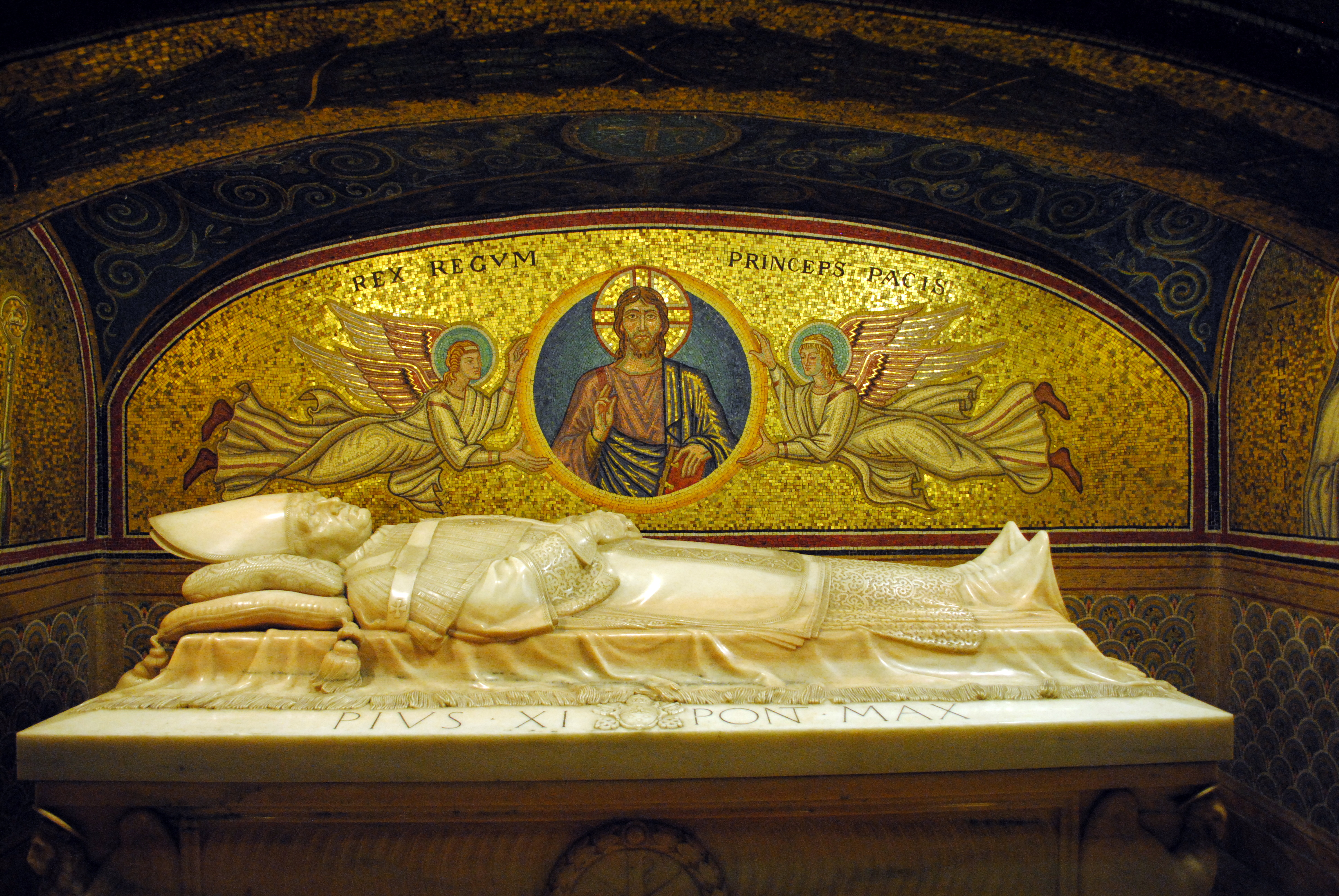
Nagrobek papieża Piusa XI, zm. w 1939 r.